# Těchařovice
Těchařovice (deutsch Tiecharschowitz) ist eine Gemeinde in Tschechien. Sie liegt zehn Kilometer südlich von Příbram und gehört zum Okres Příbram.

## Geographie
Těchařovice befindet sich in einer Talmulde im Hügelland Příbramská pahorkatina. Das Dorf liegt zwischen den Teichen Bukovský rybník und Těchařovice an der Einmündung des Baches Bukovský potok in den Svojšický potok. Nördlich erhebt sich der Vranč (608 m), im Osten der Zásek (561 m) und südöstlich der Pteč (633 m). Gegen Süden erstreckt sich der Wald Háj. Östlich von Těchařovice verläuft die Staatsstraße I/4 zwischen Příbram und Strakonice. Südöstlich befindet sich ein Umspannwerk.
Nachbarorte sind Vrančice und Životice im Norden, Rtišovice und Mýšlovice im Nordosten, Čmín und Pečice im Osten, Hvižďour, Zbenice, Cihelna, Na Dole und Chraštice im Südosten, Zahájí, Kletice, Svojšice und Tušovice im Süden, Tušovičky, Starosedlský Hrádek, Hořejany und Podtochovice im Südwesten, Tochovice und Ostrovský Mlýn im Westen sowie Ostrov und Hora im Nordwesten.

## Geschichte
Die erste schriftliche Erwähnung des Dorfes erfolgte am 24. Juni 1356 in einer mit Zustimmung seines Bruders Karl IV. ausgestellten Bewilligungsurkunde des Markgrafen Johann Heinrich von Mähren über einen Gütertausch zwischen der Krone Böhmen und dem Prager Dekan Předvoj. Dabei erwarb die Krone für 200 Schock Prager Groschen Ländereien um die Burg Karlštejn vom Emmauskloster im Tausch gegen den zum Gut Kamýk im Bozeňer Kreis gehörigen königlichen Wald Černihájí zwischen Těchařovice, Přelibsko, Kletice, Chraštice, Zbenice und Mýšlovice. Das Gut Těchařovice war Sitz der Vladiken von Těchařovice und wurde später der Herrschaft Worlik zugeschlagen.
Zu den nachfolgenden Besitzern gehörten seit dem 16. Jahrhundert die Herren von Schwanberg. Nach der Schlacht am Weißen Berg wurde der Nachlass des Peter von Schwanberg konfisziert und 1621 die Eggenberger Besitzer der Herrschaft Worlik. Nachdem 1717 die Eggenberger im Mannesstamme erloschen, erbte das Haus Schwarzenberg deren Besitzungen. In den Jahren 1805 bis 1835 wurde entlang des alten Goldenen Steigs die Passauer Kaiserstraße angelegt, auf deren Trasse heute die Staatsstraße I/4 verläuft. Im Jahre 1837 bestand Těcharowitz aus 22 Häusern mit 142 Einwohnern, darunter einer Israelitenfamilie. Zwei Häuser des Dorfes gehörten zum Gut Zbenitz. Pfarrort war Groß-Kraschtitz. Bis zur Mitte des 19. Jahrhunderts blieb das Dorf der Fideikommissherrschaft Worlik samt den Allodialgütern Zalužan, Zbenitz und Bukowan untertänig.
Nach der Aufhebung der Patrimonialherrschaften bildete Těchařovice / Těcharowitz ab 1850 einen Ortsteil der Gemeinde Zbenice in der Bezirkshauptmannschaft Březnitz und dem Gerichtsbezirk Mirowitz. Ab 1855 gehörte das Dorf zum Píseker Kreis. Im Jahre 1949 wurde das Dorf in den Okres Příbram umgegliedert. Zum 1. Januar 1953 wurden die Ortsteile Těchařovice und Životice der Gemeinde Zbenice nach Vrančice umgemeindet. Am 1. Januar 1980 wurde Vrančice mit seinen Ortsteilen nach Milín eingemeindet. Těchařovice löste sich am 1. Januar 1993 von Milín los und bildete erstmals in seiner Geschichte eine eigene Gemeinde.

## Gemeindegliederung
Für die Gemeinde Těchařovice sind keine Ortsteile ausgewiesen. Zu Těchařovice gehört die Ansiedlung Zahájí.

## Sehenswürdigkeiten
- Kapelle auf dem Dorfplatz